# Analiza variance
Analíza variánce (kratica ANOVA) je v statistiki zbirka statističnih modelov in z njimi povezanih postopkov, s katerimi skupno varianco med množicami podatkov razcepimo na posamezne komponente, navadno zato, da preverimo, ali so razlike med vzorci razložljive kot statistična odstopanja znotraj iste populacije. Metode analize variance je v 1920. in 1930. letih 20. stoletja prvi uporabil statistik in genetik Ronald Fisher, zato so ponekod znani kot »Fisherjeva ANOVA« ali »Fisherjeva analiza variance«.

## Pregled
Obstajajo trije osnovni razredi statističnih modelov:
- model stalnih pojavov privzema, da so podatki porazdeljeni po normalnih porazdelitvah, ki se razlikujejo po svojih povprečnih vrednostih
- model naključnih pojavov privzema, da podatki opisujejo hierarhijo različnih populacij, katerih razlike so zajete v hierarhiji
- mešani modeli opisujejo situacije, v katerih so navzoči tako stalni kot naključni pojavi